# Холодинаміка
Термін «холодинаміка» (від англійського «the whole dinamic») вперше був запропонований доктором Верноном Вульфом. Він означає: динаміка цілого.
Холодинаміка використовує теорію квантової фізики та психології, щоб дати в метафоричній формі можливе пояснення відчуттів людини. Вона являє собою систему принципів і процесів, створених для поліпшення будь-якої області життя, для досягнення кожним свого повного потенціалу.
Життям людини управляють думки, тривимірні уявні голограми. Вони моделюють ідеї та системи вірувань, що розробляються як раціональним, так і творчим.
Цей напрямок практичної психології об'єднує нові концепції квантової фізики, теорії хаосу, синергетики, нейрофізіології з досягненнями сучасної психології та духовними традиціями різних народів, які завжди використовували поняття універсальної енергії як основної складової і джерела життя. Езотеричні навчання: давньоіндійські ведичні тексти, твори теософів, Кабалло, погляди розенкрейцерів, тибетських та китайських буддистів, японських дзен-буддистів;— усі вони сильно перегукуються з останніми науковими відкриттями в описі того, як влаштований наш Всесвіт.
Холодинаміка пропонує новий цілісний погляд на виникнення психологічних проблем і способи їх вирішення. Основна робота в холодинаміці — це дослідження і трансформація образів, інформаційних структур (холодайнів), які погіршують життя людини і заважають йому повно і творчо вступати у відносини з друзями, з сім'єю, суспільством і, звичайно, з усім світом.
У холодинаміці використовуються методи:
- відстеження;
- релів і прілого;
- потенціалізація;
- метод керованого психологічного резонансу;
- сценарний холодинамічний аналіз і його різновиди;
- системно-структурний холодинамічний сценарний аналіз сновидінь.

Методи припускають розгляд проблеми на основі принципу кругової причинності між подіями Генеалогічного Древа, соціокультурного середовища, альтернативних, паралельних можливостей і випадковостей (хаосу) і активним (свідомим або несвідомим) участю самої особистості, що робить свій вибір.
Холодинаміка пропонує екологічно м'які підходи до діалогу з внутрішнім світом особистості; дозволяє здійснювати роботу з підсвідомістю, прихованими порядками інтуїтивного розуму, навчаючи клієнта безпечному рухові в хаосі. Методика застосовна для вирішення різних проблем, особистих чи громадських. Вона допомагає відшукати глибинні цінності, розкривати творчий потенціал особистості і повніше реалізувати себе в кожній зі сфер життя.

## Дослідники та історія розвитку
Витоки холодинаміки — в останніх досягненнях таких вчених, як фізик Давид Бом з Лондонського університету, нейрофізіолог Карл Прібрам зі Стенфорда, які першими припустили, що тривимірні мислеформи свідомості — по суті живі голограми.
Для обґрунтування ідей холодинаміки залучаються інноваційні роботи квантових фізиків, Нільса Бора, Вернера Гейзенберга, Ервіна Шредінгера і Джона Неймана, які були піонерами квантової теорії і вказали на наявність зв'язку між квантом і свідомістю. Відзначимо також важливий внесок фізиків Х'ю Еверет, Джона Уиллера і Фреда Аллана Вольфа, які висунули гіпотезу про існування паралельних світів і Всесвітів.
Нові натхненні ідеї почерпнуті з робіт російського фізика і Нобелівського лауреата Іллі Пригожина (він пояснив, яким чином з очевидного хаосу виникає порядок); у Джона Стюарта Белла (експериментуючи на прискорювачі часток в Женеві, він розробив теорію, що дозволяє розв'язати парадокс Ейнштейна); у фізика Алайн Аспеста, досвід якого, проведений в Паризькому університеті в 1982 році, дозволив підтвердити теорему Белла.
Холодинаміку живлять також дослідження відомого англійського біолога Рупперта Шелдрейка про морфогенетичні полях — невидимі силові поля, які керують зростанням і поведінкою всіх живих організмів.
У 1990 році у своїй книзі «Холодинаміка» Вернон Вульф об'єднав ці різні галузі досліджень в єдине ціле. У книзі були в основному окреслені холодинаміні процеси, які ми маємо намір докладно описати і пояснити.
Ці відкриття з психології та фізики використовуються для пояснення «звідки, як і чому?» в холодинаміці, але вони по суті не є прямими доказами. Однак ці відкриття дозволяють нам почати революцію в психології — революцію, що базується на абсолютно новому теоретичному ґрунті, що відкриває небувалі перспективи.